# Dikyanoacetylen
Dikyanoacetylen, systematicky but-2-yndinitril, je anorganická sloučenina se vzorcem C4N2. Molekula je lineární a střídají se v ní jednoduché a trojné vazby.
Za pokojové teploty jde o čirou kapalinu. Protože je její spalování silně exotermní, tak se může explozivně rozkládat na uhlík a plynný dusík, její plamen v kyslíkové atmosféře dosahuje teploty až 5260 K (4990 °C); v ozonu za vysokého tlaku může jeho teplota přesáhnout i 6000 K (5770 °C).

## Příprava
Dikyanoacetylen lze získat průchodem plynného dusíku přes grafit zahřátý na 2673 až 3000 K.

## Použití
Dikyanoacetylen je silným dienofilem, protože nitrilové skupiny silně odtahují elektrony, a využívá se tak v Dielsových-Alderových reakcích s málo reaktivními dieny. Může se navazovat i na aromatický 1,2,4,5-tetramethylbenzen, za vzniku substituovaného bicyklooktatrienu; na takovéto aromatické sloučeniny se přitom navazují jen nejreaktivnější dienofily.

## Výskyt
Pevný dikyanoacetylen byl s využitím infračervené spektroskopie nalezen v atmosféře Saturnova měsíce Titanu. Se změnami ročních období na Titanu se střídavě odpařuje a kondenzuje; tento cyklus umožňuje ze Země zkoumat počasí na Titanu.
Detekce dikyanoacetylenu v mezihvězdném prostředí je obtížná, protože v důsledku své symetrie nemá rotační mikrovlnné spektrum. Byly ale pozorovány podobné asymetrické molekuly, například kyanoacetylen, a tak se předpokládá, že i dikyanoacetylen se v takových prostředích vyskytuje.